# Agrilus hartebeestensis
Agrilus hartebeestensis es una especie de insecto del género Agrilus, familia Buprestidae, orden Coleoptera.
Fue descrita científicamente por Obenberger, 1939.